# 科兹洛沃村委员会
科兹洛沃村委员会（俄语：Козловский сельсовет）是俄罗斯联邦阿斯特拉罕州沃洛达尔斯基区所属的一个村委员会。其下辖有9个居民点，行政中心为科兹洛沃。据2015年统计，该村委员会的人口为4712人。